# العلاقات الإندونيسية الباكستانية
العلاقات الإندونيسية الباكستانية هي العلاقات الثنائية التي تجمع بين إندونيسيا وباكستان.

## مقارنة بين البلدين
هذه مقارنة عامة ومرجعية للدولتين:
| وجه المقارنة                                              | إندونيسيا         | باكستان                     |
| --------------------------------------------------------- | ----------------- | --------------------------- |
| المساحة (كم2)                                             | 1.90 مليون        | 881.91 ألف                  |
| عدد السكان (نسمة)                                         | 263.99 مليون      | 197.02 مليون                |
| الكثافة السكانية (ن./كم²)                                 | 138.94            | 223.4                       |
| العاصمة                                                   | جاكرتا            | إسلام آباد                  |
| اللغة الرسمية                                             | اللغة الإندونيسية | لغة إنجليزية، اللغة الأردية |
| العملة                                                    | روبية إندونيسية   | روبية باكستانية             |
| الناتج المحلي الإجمالي (بليون دولار)                      | 1.02 تريليون      | 304.95 مليار                |
| الناتج المحلي الإجمالي (تعادل القوة الشرائية) بليون دولار | 2.85 تريليون      | 946.67 مليار                |
| الناتج المحلي الإجمالي الاسمي للفرد دولار أمريكي          | 3.35 ألف          | 1.43 ألف                    |
| الناتج المحلي الإجمالي للفرد دولار أمريكي                 | 10.52 ألف         | 4.81 ألف                    |
| مؤشر التنمية البشرية                                      | 0.684             | 0.538                       |
| رمز المكالمات الدولي                                      | +62               | +92                         |
| رمز الإنترنت                                              | .id               | .pk                         |
| المنطقة الزمنية                                           |                   | ت ع م+05:00                 |

## مدن متوأمة
في ما يلي قائمة باتفاقيات التوأمة بين مدن إندونيسية وباكستانية:
- ترتبط جاكرتا مع إسلام آباد باتفاقية توأمة منذ 23 أكتوبر 1989.

## منظمات دولية مشتركة
يشترك البلدان في عضوية مجموعة من المنظمات الدولية، منها:
| علم المنظمة | اسم المنظمة                                                | تاريخ انضمام إندونيسيا | تاريخ انضمام باكستان |
| ----------- | ---------------------------------------------------------- | ---------------------- | -------------------- |
|             | بنك التنمية الآسيوي                                        | 1966                   | 1966                 |
|             | وكالة ضمان الاستثمار متعدد الأطراف                         | 12 أبريل 1988          | 12 أبريل 1988        |
|             | الأمم المتحدة                                              | 28 سبتمبر 1950         | 30 سبتمبر 1947       |
|             | العملية المشتركة للاتحاد الأفريقي والأمم المتحدة في دارفور | ?                      | ?                    |
|             | الفريق المعني برصد الأرض                                   | ?                      | ?                    |
|             | منظمة التعاون الإسلامي                                     | ?                      | ?                    |
|             | منظمة حظر الأسلحة الكيميائية                               | ?                      | ?                    |
|             | منظمة التجارة العالمية                                     | ?                      | ?                    |
|             | منظمة الشرطة الجنائية الدولية                              | 5 أكتوبر 1954          | ?                    |
|             | يونسكو                                                     | 27 مايو 1950           | 14 سبتمبر 1949       |
|             | الاتحاد البريدي العالمي                                    | ?                      | ?                    |
|             | البنك الدولي للإنشاء والتعمير                              | 13 أبريل 1967          | 11 يوليو 1950        |
|             | منتدى آسيان الإقليمي ‏                                      | ?                      | ?                    |
|             | المنظمة الهيدروغرافية الدولية                              | ?                      | ?                    |
|             | الاتحاد الدولي للاتصالات                                   | 1949                   | 26 أغسطس 1947        |
|             | مؤسسة التمويل الدولية                                      | 23 أبريل 1968          | 20 يوليو 1956        |
|             | المركز الدولي لتسوية المنازعات الاستشارية                  | 28 أكتوبر 1968         | 15 أكتوبر 1966       |

## وصلات خارجية
- موقع وزارة الخارجية الإندونيسية
- موقع وزارة الخارجية الباكستانية